# 嚴美
嚴美（1916年5月5日—2000年8月11日），理學博士，牙醫，越南共和國外交官，曾出任越南共和國駐約旦大使。

## 生平
1916年5月5日，嚴美出生於越南北部河東省（今屬河內市）。:532嚴美的哥哥嚴騰曾任国家行政学院副院長，:195弟弟嚴審是越南考古學教授。:730-733
1973年，嚴美出任越南共和國駐德黑蘭大使館代辦。:532
1974年3月，嚴美被任命爲越南共和國駐約旦大使。:532:9

## 個人生活
根據1974年出版的《越南名人錄》，嚴美是祖先崇拜者，已婚，有三個子女。:532
嚴美是惠靈頓高爾夫俱樂部成員。:532

## 榮譽
- 一等勞動佩星[2]:532
- 一等彰美佩星[2]:532

## 外部鏈接
- NGHIÊM MỸ Việt Nam Gia Phả （页面存档备份，存于）